# Герб Крапивны
Исторический герб уездного города Крапивны  — ныне село в Щёкинском районе Тульской области Российской Федерации.
Герб в Государственный геральдический регистр не внесён.

## Описание и история
Исторический герб Крапивны был Высочайше утверждён 8 (19) марта 1778 года императрицей Екатериной II вместе с другими гербами городов Тульского наместничества (ПСЗ, 1778, Закон № 14717)
Подлинное описание герба Крапивны гласило:
Въ золотомъ полѣ положенныя звѣздою 6 крапивныхъ вѣтвей по имени сего города.
Герб Епифани был составлен в Герольдмейстерской конторе под руководством герольдмейстера князя М. М. Щербатова.
В 1863 году, в период геральдической реформы Кёне, был разработан проект нового герба уездного города Крапивны Тульской губернии (официально не утверждён):
В золотом щите 6 зеленых ветвей крапивы, положенных звездообразно. В вольной части герб Тульской губернии. Щит увенчан серебряной стенчатой короной и окружён золотыми колосьями, соединёнными Александровской лентой.

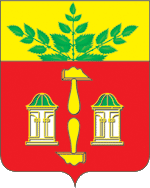
Герб Щёкино и Щёкинского района 2004 года

В 1870 году была выпущена марка земской почты Крапивенского уезда, на которой был изображён исторический герб Крапивны увенчанный императорской короной.
В советский период исторический герб Крапивны не использовался. В постсоветский период попыток реконструировать герб в качестве официального символа Крапивенского сельского поселения не предпринималось.
3 марта 2004 года был утверждён герб города Щёкино и Щёкинского района Тульской области. В почётную фигуру герба — главу, были внесены элементы исторического герба Крапивны - веерообразно выходящие вверх три зеленых стебля крапивы.